# Secretum (Museo Británico)
El Secretum o museo secreto fue una sección del Museo Británico creado oficialmente en 1865 para almacenar todos los artículos históricos considerados obscenos.

## Historia

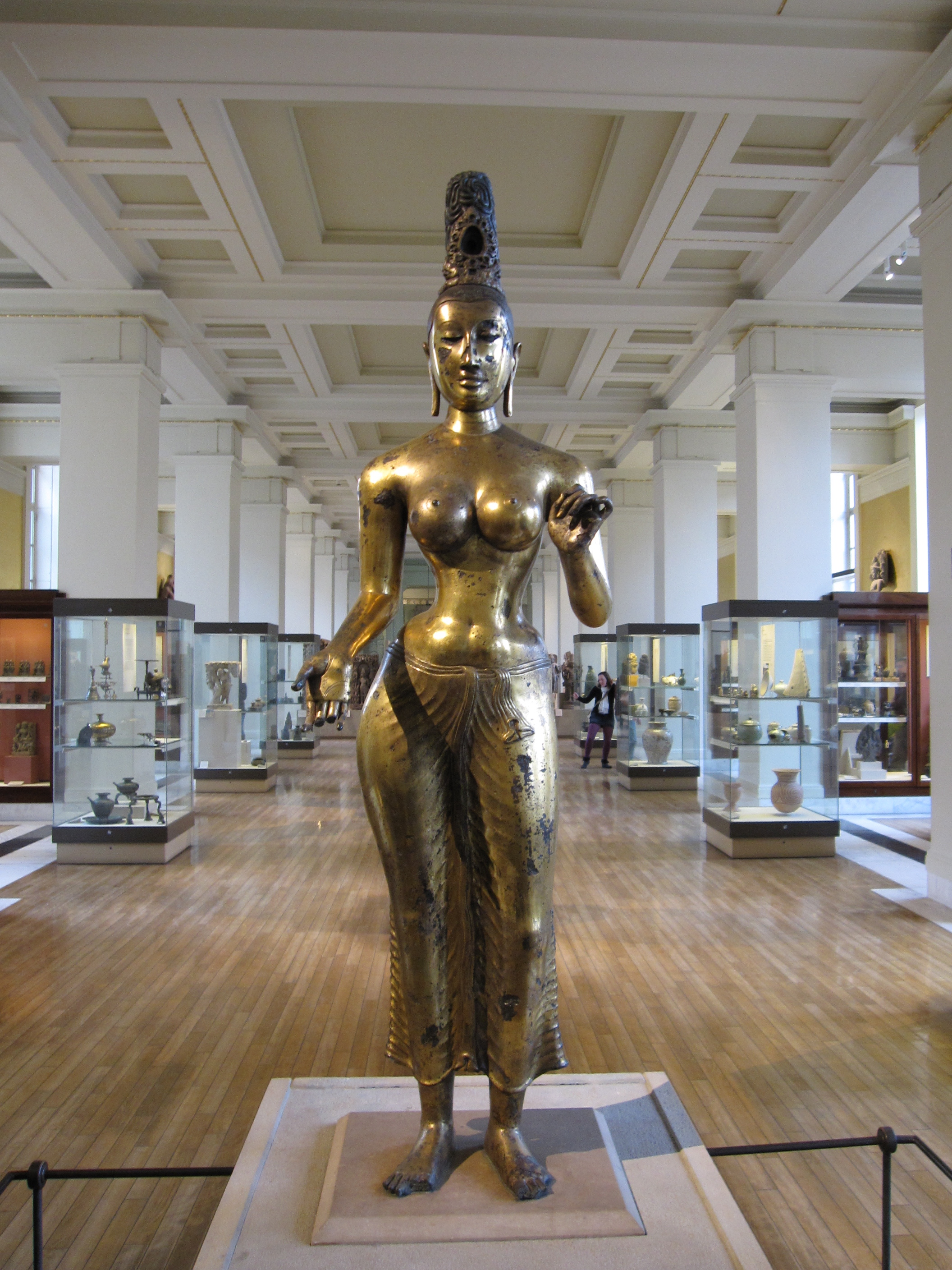
La estatua de Tara, en exhibición pública en 2009

Muchos artículos considerados obscenos se mantuvieron bajo llave ya en 1830. Uno de los primeros artefactos fue la Estatua de Tara, que estuvo oculta durante treinta años a partir de la década de 1830. El Secretum se creó oficialmente en 1865 para almacenar todos los artículos históricos que se consideran obscenos. Fue creado formalmente en respuesta a los requisitos de la Ley de Publicaciones Obscenas de 1857. 
A partir de la década de 1960, los artefactos se eliminaron de esta colección especial y se incorporaron a las secciones pertinentes en las salas abiertas al público, como por ejemplo el libro Recreations with the Muses, ubicado posteriormente en la Galería de la Ilustración. Hoy en día, solo unos pocos artículos permanecen bajo llave en el Armario 55 y 54 en el Departamento de Antigüedades Medievales. Entre muchos otros artículos, anteriormente contenía la colección de erótica antigua que George Witt (1804-1869), médico y coleccionista de antigüedades fálicas. Inaccesible para el público, era un depósito de exhibiciones de naturaleza erótica.
Un ejemplo más reciente de contenido problemático es la Copa Warren, que presenta escenas de actos homosexuales. La copa se ofreció al Museo Británico, pero debido al tema se pensó que era demasiado contenciosa para comprarla. El objeto finalmente se compró a un precio mucho más alto y ahora es uno de los artefactos importantes del museo.